# Niittysaari (ö i Birkaland, Södra Birkaland)
Niittysaari är en ö i Finland. Den ligger i Rautunselkä (västra delen av (Vanajavesi) och i kommunen Ackas i den ekonomiska regionen  Södra Birkaland och landskapet Birkaland, i den södra delen av landet, 130 km nordväst om huvudstaden Helsingfors. Öns area är 6,3 hektar och dess största längd är 400 meter i sydöst-nordvästlig riktning.